# Звезда (Самарская область)
Звезда — посёлок в Безенчукском районе Самарской области России. Административный центр сельского поселения Звезда.

## География
Посёлок расположен в 11 км к востоку от Безенчука и в 5 км к западу от окраин  Чапаевска.

## Население
| 2010 | 2012  | 2013  | 2014  | 2015  | 2016  |
| ---- | ----- | ----- | ----- | ----- | ----- |
| 1538 | ↘1524 | ↗1538 | ↘1531 | ↘1489 | ↗1500 |

## Инфраструктура
Местные жители работают как в родных учреждениях и производствах (объекты обслуживания Российских Железных Дорог, животноводческая ферма, муниципальные организации, объекты торговли), так и на предприятиях близлежащих городов (Чапаевск, Новокуйбышевск, Самара, Безенчук).
В поселке активно строятся новые дома, осваиваются ранее простаивавшие земли.

## Транспорт
Имеется железнодорожная станция Звезда на линии Сызрань — Самара. От станции ответвляется линия на Пугачёв.